# Gonçalo Esteves
Gonçalo Esteves, né le 27 février 2004 à Arcos de Valdevez, est un footballeur portugais qui évolue au poste d'arrière droit.

## Biographie
Originaire d'Aboim das Choças, dans la ville d'Arcos de Valdevez au nord du Portugal, Gonçalo Esteves est le frère cadet de Tomás Esteves, qui deviendra également footballeur professionnel,.

### Carrière en club
Gonçalo commence sa carrière à l'ADECAS, un club d'Arcos de Valdevez qui joue dans le championnat régional (pt) de Viana do Castelo, avant de suivre son grand frère Tomás à Porto en 2011,,.
Gravissant les échelons des équipes de jeunes à Porto, avec également un passage en prêt chez leur voisin du Padroense et l'équipe de jeunes de l'académie du Dragon Force, il signe finalement son premier contrat professionnel au Sporting, à l'été 2021,,,.
Impressionnant rapidement Rúben Amorim a son arrivée, Esteves est intégré à l'équipe première lors de la préparation estivale des champions du Portugal en titre,, alors que son équipe se défait notamment 3-2 de l'Olympique lyonnais en match amical,.
Il fait ses débuts avec le club lisboète le 15 octobre 2021, titularisé au poste de piston droit lors d'une victoire 4-0 en Coupe du Portugal chez le Belenenses,.
Il joue son premier match en Ligue des champions le 7 décembre 2021, titularisé pour le dernier match de poule chez l'Ajax, alors que les deux clubs sont déjà qualifiés pour les huitièmes de finale.
En août 2024, il arrive dans le nord-vaudois, en Suisse, sous la forme d'un prêt au Yverdon-Sport.

### Carrière en sélection
Esteves est international portugais en équipes de jeunes, faisant notamment partie des moins de 16 ans dès 2019 et un titre obtenu lors d'un tournoi organisé par la CONCACAF, avant le gel du football international lié au covid,.

## Style de jeu
Arrière droit comme son frère, Gonçalo Esteves fait figure de défenseur aux appétences particulièrement offensives, techniquement doué et fort en un contre un. C'est de fait au poste plus tourné vers l'avant de piston droit qu'il va commencer à jouer sous les ordres d'Amorim au Sporting,,.

## Palmarès
| Portugal -16 ans (en) - Championnat de la CONCACAF -15 ans (1) : - Vainqueur en 2019 (en) Portugal -19 ans - Championnat d'Europe - Finaliste en 2023 |